# Cacau
Claudemir Jerônimo Barreto (sinh ngày 27 tháng 3 năm 1981), được biết đến là Cacau (phát âm tiếng Bồ Đào Nha: [kaˈkaw], tiếng Đức: [kaˈkaʊ]), là một cựu cầu thủ bóng đá chuyên nghiệp thi đấu ở vị trí tiền đạo. Sinh ra ở Brasil, anh đại diện Đức tại cấp độ quốc tế.

## Sự nghiệp câu lạc bộ
Sự nghiệp của Cacau ở Đức bắt đầu cùng đội bóng hạng 5 Türk Gücü München vào mùa giải 2000-01, sau khi anh rời đội dự bị của 1. FC Nuremberg. Nhờ vào thành tích tốt cùng đội dự bị, anh có trận ra mắt ở Bundesliga trong trận gặp Hansa Rostock vào ngày 18 tháng 11 năm 2001. Trong trận đấu thứ hai của anh ở Bundesliga, gặp Bayer Leverkusen vào ngày 8 tháng 12 năm 2001, anh ghi bàn trong chiến thắng 4-2 của Nuremberg. Anh kết thúc mùa giải đầu tiên ở Bundesliga với 6 bàn trong 17 lần ra sân, nhưng không thể tái lập thành công đó ở mùa giải tiếp theo, anh anh hỉ ghi 2 bàn trong 27 trận ra sân và Nuremberg bị xuống hạng.
Đã ký một bản hợp đồng cùng VfB Stuttgart vào tháng 1 năm 2003, Cacau gia nhập đội bóng vào mùa giải 2003-04. Trong mùa giải đầu tiên cùng Stuttgart, anh có 4 lần ra sân ở cúp C1. Ở mùa giải 2004-05, anh ghi 12 bàn ở Bundesliga và là cầu thủ ghi bàn tốt nhất của đội bóng. Trong lượt đi của mùa giải đó, anh cũng có một thành công ở cúp UEFA, ghi 3 bàn trong 3 trận đầu tiên của Stuttgart ở giải.
Sau một quãng thời gian ở 2005-06 không thành công khi anh chỉ ghi có 4 bàn cho Stuttgart ở Bundesliga, anh trở thành cầu thủ chủ chốt trong cuộc đua tới chức vô địch của đội b óng vào năm 2007, một lần nữa trở thành cầu thủ ghi nhiều bàn nhất của đội bóng với 13 bàn, ghi cả hai bàn trong trận gặp Bayern München cũng như ghi bàn quyết định trong trận thắng 3-2 trên sân khách trước VfL Bochum ở vòng cuối của mùa giải. Ở mùa giải 2006-07, anh cũng giúp Stuttgart lọt vào trận chung kết cúp quốc gia, ghi 5 bàn trong 6 trận, bao gồm cả bàn mở tỉ số trong trận gặp đội bóng cũ Nuremberg. Tuy nhiên, anh bị đuổi khỏi sân 11 phút sau và Stuttgart thua 3-2 sau hiệp phụ.
Ở mùa giải 2007-08, anh có 5 lần ra sân cho Stuttgart ở cúp C1 và cũng ghi bàn đầu tiên ở giải này, làm tung lưới Rangers trong trận thắng 3-2. Anh cũng giúp đội bóng về đích ở vị trí thứ 6 ở Bundesliga, ghi 9 bàn trong 27 lần ra sân ở mùa giải đó. Ở mùa giải 2008-09, anh ghi 7 bàn ở Bundesliga trong 25 trận ở giải vô địch quốc gia, giúp Stuttgart về đích ở vị trí thứ 3.

## Thi đấu quốc tế
Mặc dù Cacau sinh ở Brazil, anh lại chưa bao giờ được gọi vào đội tuyển Brasil.
Vào tháng 2 năm 2009, anh được chơi cho đội tuyển Đức sau khi có được hộ chiếu Đức và sống và đá ở Đức trong 5 năm.
Vào ngày 19 tháng 5 năm 2009, Cacau được gọi vào đội tuyển Đức bởi huấn luyện viên Joachim Löw cho trận giao hữu gặp Trung Quốc và UAE. Anh có trận ra mắt trong trận hoà 1-1 với Trung Quốc, chơi 27 phút sau khi vào sân thay Mario Gomez. Anh cũng xuất hiện trong trận thắng 7-2 trước UAE 4 ngày sau, chơi thay Lukas Podolski trong hiệp hai và kiến tạo cho Mario Gomez ghi bàn thắng thứ 3 và bàn thứ năm của đội tuyển Đức chỉ chừng 1 phút sau giờ nghỉ.

## Danh hiệu
VfB Stuttgart
- Vô địch Bundesliga: 2007
- Về nhì Cúp quốc gia Đức: 2007

## Gia đình
Vào tháng 2 năm 2009, Cacau trở thành công dân Đức.
Anh trai anh Vlademir Cacau cũng là một cầu thủ bóng đá.